# Juliana Amalie Kauffmann

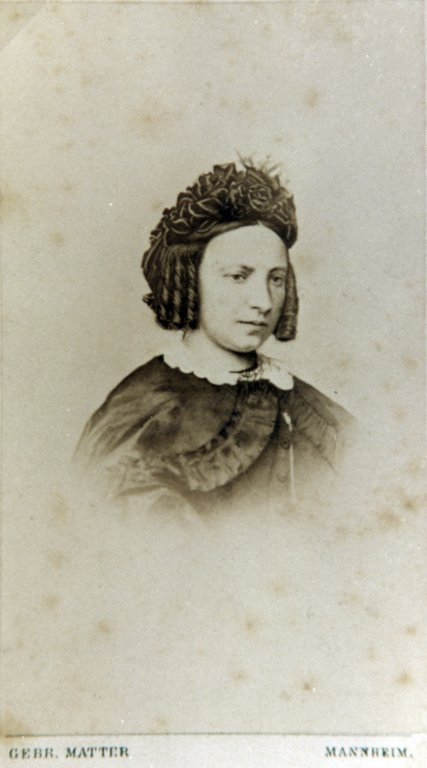
Amalie Kauffmann geb. Baunach um 1860

Juliana Amalie Kauffmann (* 9. März 1816 in Mosbach; † 18. Oktober 1869 in Mannheim) war die erste Geschäftsfrau Mannheims. Aus ihrem Unternehmen ging später eine der ersten Mannheimer Dampfmühlen hervor.

## Leben
Juliana Amalie Kauffmann war die Tochter von Margarethe Baunach geb. Stern und Bernhard Friedrich Baunach. Die Familie war wohlhabend. Ihr Vater, zu dem sie ein inniges Verhältnis hatte, unterrichtete sie bis zu ihrem sechsten Lebensjahr in Lesen und Schreiben. Amalie begeisterte sich für die Natur, ging regelmäßig spazieren und verbrachte viel Zeit im Garten. Bis zu ihrem dreizehnten Lebensjahr besuchte sie die Schule und erhielt eine Ausbildung in Französisch, Klavierspiel, Zeichnen und Nähen – Fächer, die als Vorbereitung für das Leben als perfekte Ehefrau galten.
Am 8. Oktober 1840 heiratete sie den Kaufmann Eduard Kauffmann und bekam sechs Kinder: Bertha, Friedrich, Anna, Ludwig, Eduard und Julie, die von 1841 bis 1848 geboren wurden.
Als das Geschäft des Ehemannes 1848/49 vor dem Bankrott stand, setzte sich der Ehemann per Schiff nach Amerika ab. Das Auswandererschiff sank jedoch und Eduard Kauffmann starb am 27. Februar 1849.
Nach seinem Tod übernahm die Witwe Amalie Kauffmann das Handelsgeschäft und erweiterte das Sortiment besonders um Hülsenfrüchte und Mühlenfabrikate. Sie führte das Geschäft umsichtig, dank ihrer Tüchtigkeit florierte es. Noch zu ihren Lebzeiten gründeten die Söhne ein eigenes Handelsgeschäft (Eduard Kauffmann Söhne), das später eine der ersten Mannheimer Dampfmühlen errichtete.

## Werke
Juliana Amalie Kauffmann schrieb ihre Lebenserinnerungen (1816–1848), die von ihrem Urenkel Erich Kauffmann in Maschinenschrift übertragen wurden. Diese Erinnerungen werden im Marchivum, dem Mannheimer Stadtarchiv, aufbewahrt.